# Allenoconcha belli
Allenoconcha belli är en snäckart som beskrevs av Preston 1913. Allenoconcha belli ingår i släktet Allenoconcha och familjen Helicarionidae. Inga underarter finns listade i Catalogue of Life.